# Bergjes
De Bergjes is een onderdeel van het natuurgebied Maasheggen. Het is gelegen tussen de Maas en de plaatsen Groeningen en Vortum-Mullem.
Staatsbosbeheer bezit 191 ha in dit gebied.
Het terrein bestaat vooral uit weilanden die omzoomd zijn door de karakteristieke heggen, waaronder zich een rijke flora bevindt met onder meer kruisbladwalstro, gevlekte aronskelk en heggenrank.
Daarnaast treft men hier twee rivierduinen aan, en wel de Vortumse Bergen en de Groeningse Bergen. Beide gebieden zijn bebost. Op de Vortumse Bergen werd tot 1965 ook hakhout geoogst.
In de heggen broeden grote aantallen zangvogels, zoals grasmus en braamsluiper. De steenuil en de gekraagde roodstaart broeden in de knotbomen. Kleine bonte specht, goudvink en nachtegaal zijn typerend voor de rivierduinen.